# Artificial Paradise (OneRepublic)
Artificial Paradise è il sesto album in studio del gruppo musicale statunitense OneRepublic, pubblicato il 12 luglio 2024 dalla Interscope Records.
Per la band si tratta dell’ultimo lavoro in studio con la Interscope.
Il 6 dicembre 2024 è stata rilasciata una Super Deluxe dell’album, composta da nove tracce in versione acustica.

## Antefatti e descrizione
Successivamente alla pubblicazione dell'album Human del 2021, i OneRepublic hanno pubblicato alcuni singoli, tra cui I Ain't Worried, brano facente parte della  colonna sonora Top Gun: Maverick (Music from the Motion Picture) nel maggio del 2022. A un anno di distanza vengono pubblicati altri due singoli, che tuttavia non annunciano un progetto più grande, annunciando inoltre un rallentamento della band per questioni di salute mentale e familiari; nel dicembre 2023 il frontman Ryan Tedder ha annunciato di essere in procinto di pubblicare un nuovo progetto discografico con il gruppo.
In un'intervista rilasciata a Billboard Tedder ha dichiarato che Artificial Paradise rappresenta la chiusura di un percorso musicale degli ultimi tre album.

## Accoglienza
Carla Feric di The Independent ha scritto che l'album ha una "selezione di ritornelli orecchiabili" e "tracce vivaci, leggere ed estive", e ha ritenuto che gli OneRepublic "hanno creato una miscela musicalmente progressiva che è facile da ascoltare e ha abbastanza tracce per chiunque per trovare almeno una canzone che piacerà".
Scrivendo per Grammy.com, Taylor Weatherby l'ha definita "una miscela senza soluzione di continuità di canzoni che risuonerà con i fan di lunga data e più recenti. Dalla produzione a strati di Hurt, alle vibrazioni di benessere di Serotonin, ai testi evocativi di Last Holiday, Artificial Paradise mostra che il suono di OneRepublic è tanto composto quanto in continua evoluzione. Neil Z. Yeung di AllMusic ha concluso che "Tedder sa cosa sta facendo e, come l'uscita contemporanea di Imagine Dragons e Coldplay, può pompare un ottimismo che piace alla folla come se fosse sul pilota automatico... nel bene e nel male".

## Tracce
1. Artificial Paradise – 1:38 (John Nathaniel, Josh Varnadore, Joe Henderson)
2. Hurt – 2:41 (Ryan Tedder, Tyler Spry, Joe Henderson)
3. Sink or Swim – 2:34 (Ryan Tedder, Simon Oscroft, John Nathaniel, Josh Varnadore, Brent Kutzle)
4. Last Holiday – 3:16 (Ryan Tedder, Brent Kutzle, Noel Zancanella, Joe Henderson)
5. I Ain't Worried – 2:28 (Ryan Tedder, Brent Kutzle, John Eriksson, Peter Morén, Tyler Spry, Björn Yttling, Simon Oscroft, Tyler Spry, John Nathaniel)
6. Red Light Green Light – 2:15 (Ryan Tedder, Brent Kutzle, John Nathaniel)
7. Serotonin – 3:28 (Ryan Tedder, Brent Kutzle, Tyler Spry, Josh Varnadore, Joe Henderson)
8. Singapore – 3:28 (John Nathaniel, Brian Willett)
9. Room for You – 2:47 (Ryan Tedder, Brent Kutzle, Tyler Spry, John Nathaniel, Joe Henderson)
10. Stargazing – 2:40 (Ryan Tedder, Brent Kutzle, Brandyn Burnette, Joe Henderson, Chase Stockman, Eddie Fisher)
11. Entr'acte – 1:12 (Brandon Collins, Brent Kutzle,)
12. West Coast – 3:14 (Ryan Tedder, Brent Kutzle, Robin Fredriksson, Mattias Larsson, Justin Tranter, Noel Zancanella,)
13. Runaway – 2:25 (Ryan Tedder, Thomas Bangalter, Guy-Manuel de Homem-Christo, Brent Kutzle, Noah Lennox, Ben Samama, Johnny Simpson, Nolan Sipe, Josh Varnadore)
14. Sunshine – 2:43 (Ryan Tedder, Brent Kutzle, Zach Skelton, Casey Smith, Tyler Spry, Simon Oscroft)
15. Mirage – 2:13 (Ryan Tedder, Mishaal Tamer, Brendan Angelides, Grant Boutin, Will Jay, Coleton Rubin)

Tracce bonus nell'edizione deluxe
1. Nobody – 2:33
2. I Don’t Wanna Wait – 2:29
3. Fire (UEFA Euro 2024) – 2:48

## Classifiche
| Classifica (2024) | Posizione massima |
| ----------------- | ----------------- |
| Australia         | 61                |
| Austria           | 8                 |
| Belgio (Fiandre)  | 80                |
| Belgio (Vallonia) | 127               |
| Canada            | 24                |
| Francia           | 14                |
| Germania          | 23                |
| Irlanda           | 90                |
| Italia            | 36                |
| Lituania          | 54                |
| Nuova Zelanda     | 25                |
| Polonia           | 35                |
| Portogallo        | 77                |
| Regno Unito       | 46                |
| Scozia            | 15                |
| Spagna            | 38                |
| Stati Uniti       | 50                |
| Svizzera          | 8                 |